# Żółta Przełęcz
Żółta Przełęcz (niem. Žlté sedlo, słow. Gelbes Joch, Żółta Joch, węg. Sárga-hágó) – przełęcz w północnej grani Skrajnego Granatu. Znajduje się na wysokości 2028 m i oddziela Żółtą Turnię (2087 m) od Wierchu pod Fajki (ok. 2135 m).
Z Żółtej Przełęczy na obydwie strony opadają żleby. Żleb zachodni opada do wspólnego koryta wszystkich żlebów opadających z przełęczy od Skrajnego Granatu po Żółtą Przełęcz, i jest wśród nich najszerszy i najmniej stromy. Żleb opadający na wschodnią stronę, do Żółtego Kotła w Pańszczycy jest również mało stromy. W jego górnej części długo zalega śnieg.
Przełęcz jest łatwo dostępna z położonych poniżej dolin – Gąsienicowej i Pańszczycy. Stąd drogi prowadzące na przełęcz znane były od dawna. Za najstarsze odnotowane wejście turystyczne uznawane było wejście Janusza Chmielowskiego, Piotra Chmielowskiego, Michała Kulikowskiego i Jana Bachledy Tajbra 17 lipca 1895 r. W rzeczywistości wcześniej na przełęczy był Czech Karel Drož z przewodnikiem Janem Stopką (latem 1894 r.), mniej pewne są jeszcze wcześniejsze wejścia: Ludwika Zejsznera (1838), Bronisława Gustawicza (1872) i Karla Kolbenheyera (1873).
Przez Żółtą Przełęcz nie prowadzi żaden szlak turystyczny, ale dozwolona jest w niej wspinaczka skalna (ale tylko od strony Doliny Gąsienicowej). Drogi wspinaczkowe:
- Z Pańszczyckiej Przełęczy, z ominięciem grani Fajek po zachodniej stronie; stopień trudności 0+ w skali tatrzańskiej, czas przejścia 30 min,
- Z Doliny Czarnej Gąsienicowej (od żółtego szlaku); 0, 30 min,
- Z Pańszczycy (od szlaku turyst.) ; 0, 45 min[3].